# Dickel
Dickel é um município da Alemanha localizado no distrito de Diepholz, estado da Baixa Saxônia.
Pertence ao Samtgemeinde de Rehden.
O Sobrenome Dickel vem da nobreza Alemã.